# Военно-воздушные силы КНДР
Военно-воздушные и противовоздушные силы Корейской народной армии (кор. 조선인민군 항공 및 반항공군?, 朝鮮人民軍航空및反航空軍?) — один из видов Вооружённых сил КНДР. Были сформированы 20 августа 1947 года, в 1948-2012 гг. — Военно-воздушные силы Корейской народной армии. Первое боевое применение произошло 25 июня 1950 года. Самолёты Северной Кореи участвовали в Корейской войне (1950—1953). Основу технического парка составляют советские самолёты и вертолёты (или их китайские копии), в основном, 1950-х-1970-х годов выпуска. Однако, на вооружении находятся и более современные самолёты, такие, как МиГ-29.
КНДР обладает примерно 1100 военными самолётами и вертолётами.

## История

### Формирование и Корейская война
Формирование северокорейских военно-воздушных сил началось через несколько месяцев после освобождения Кореи от японских оккупационных войск. Этот процесс осложнялся тем, что авиабазы и авиаремонтные предприятия японской авиации располагались, в основном, в Южной Корее, а служившие в ВВС Японии корейцы считались изменниками Родины. Таким образом, подготовка кадров для авиации проводилась на базе авиаклубов в Пхеньяне, Синыйджу, Чхонджине. Техническое оснащение авиаклубов и инструкторов для них предоставляли советские войска, располагавшиеся после войны на территории Северной Кореи. Первыми самолётами, на которых обучались корейские лётчики, были По-2, УТ-2, Як-18. Проблема квалифицированных кадров решалась также за счёт создания смешанных советско-корейских подразделений. В авиаклубы и созданные позже военно-авиационные училища коммунисты старались привлекать наиболее грамотных юношей и девушек, в первую очередь из числа студентов. Позднее летно-технический персонал обучался в СССР и Китае.
Деятельность новых ВВС на севере Кореи началась в конце 1948 года, когда смешанные советско-корейские экипажи стали совершаться регулярные рейсы военно-транспортных самолётов Ли-2 и C-47 из Пхеньяна в СССР (Владивосток, Хабаровск) и Китай (Харбин).
После создания в 1948 году Корейской народной армии (КНА) и образования Корейской народно-демократической республики численность ВВС стала быстро расти. К середине 1950 года военную авиацию КНДР составляла одна смешанная авиадивизия (1 штурмовой полк (57-й ШАП) — 93 Ил-10, 1 истребительный (56-й ИАП) — 79 Як-9. 1 учебный (58-й УчАП) — 67 учебных самолётов и самолётов связи) и 2 авиатехнических батальона. В каждом полку было по три-четыре эскадрильи, в учебном полку была эскадрилья двухместных Як-11. 56-м ИАП командовал известный северокорейский летчик Ли Дон Гю, ставший во время войны асом. Общая численность ВВС составила 2829 человек. Военно-воздушными силами КНДР командовал генерал Ван Лен, его советником был полковник Советской армии Петрачев.

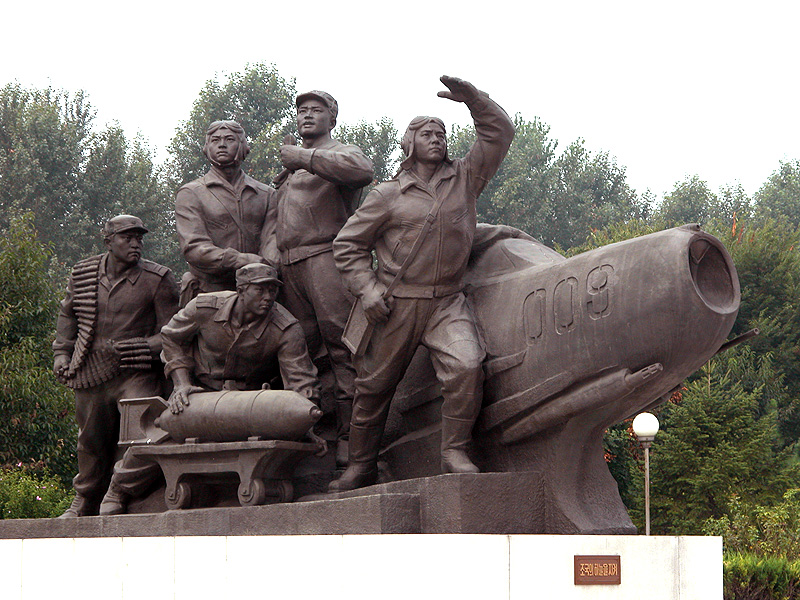
Памятник корейским лётчикам — участникам войны 1950—1953 гг.

Обломки истребителя F-86 «Сейбр» ВВС США, уничтоженного бипланом По-2 ВВС КНДР

После начала Корейской войны ВВС КНДР обеспечивали поддержку с воздуха наступающих на юг танковых и пехотных соединений. За бои в районе Тэджона звания «Гвардейский Тэджонский» удостоился и 50-й истребительный полк ВВС КНДР(звание сохранил и после войны). Однако, после вмешательства в войну армии США и их союзников, большая часть авиации КНДР была уничтожена, а остатки ВВС перелетели на территорию Китая. К 21 августа 1950 года авиация КНА все ещё имела в своём составе 21 боеготовый самолёт, (20  штурмовиков и 1  истребитель). Зимой 1950-51 годов активно действовал полк ночных бомбардировщиков, летавший сначала на По-2, затем на Як-11 и Як-18, и наносивший американцам достаточно серьёзные удары. Позднее к ночной работе подключили пару эскадрилий из 56-го истребительного авиаполка и некоторые китайские, летавшие, в основном, на Ла-9/Ла-11.
В ноябре-декабре 1950 г. началось формирование китайско-корейской Объединённой воздушной армии (ОВА) под командованием китайского генерала Лю Чжэня. По состоянию на 10 июня 1951 года в ВВС КНА имелось 136 самолётов и 60 хорошо подготовленных летчиков. В декабре к боевым действиям приступили две китайские истребительные дивизии на МиГ-15. Позже к ним присоединилась авиадивизия КНА (к концу 1952 г. их число было доведено до трех). Авиация передовой линии базировалась на аэродромах Аньдуна, затем к июлю 1951 года — Мяогоу и в 1952 году — Дапу, а также в Дагушань.
Основой противовоздушной обороны КНДР были советские лётчики-«добровольцы». В разное время истребительными соединениями командовали прославленные советские летчики И. Кожедуб, А. Алелюхин, А. Куманичкин, А. Шевцов и др. Основным самолётом советской истребительной авиации был тогда реактивный МиГ-15. Также, по приказу Ким Ир Сена от 2 декабря 1950 года, в стрелковых полках КНА в массовом порядке создавались группы «стрелков-охотников за самолётами», ведшие борьбу с самолётами противника с помощью станковых и ручных пулемётов, а также тросов, натягиваемых между вершинами близлежащих сопок.
Во время войны в Корее произошли первые воздушные бои между реактивными истребителями.
По официальным данным, ВВС КНДР сбили за войну 164 самолёта противника. Некоторые пилоты КНДР добились значительных успехов в воздушных боях:
- Ким Гин Ок — 17 побед.
- Ли Дон Чу — 9 побед.
- Кан Ден Дек — 8 побед.
- Ким Ди Сан — 6 побед[6].

Были среди северокорейских лётчиков и женщины-пилоты. Одна из них, командир эскадрильи Тхя Сен Хи, стала Героем КНДР.
На момент подписания перемирия 27 июля 1953 года авиация КНА количественно уже превышала довоенную и составляла порядка 350-400 самолётов, в том числе не менее 200 МиГ-15. В силу того, что аэродромы и прочая инфраструктура КНДР была разрушена бомбардировками, корейская авиация базировалась на китайской территории. Ещё до конца войны поступили первые реактивные бомбардировщики Ил-28, десять из них приняли участие в Параде победы 28 июля 1953 года над Пхеньяном.

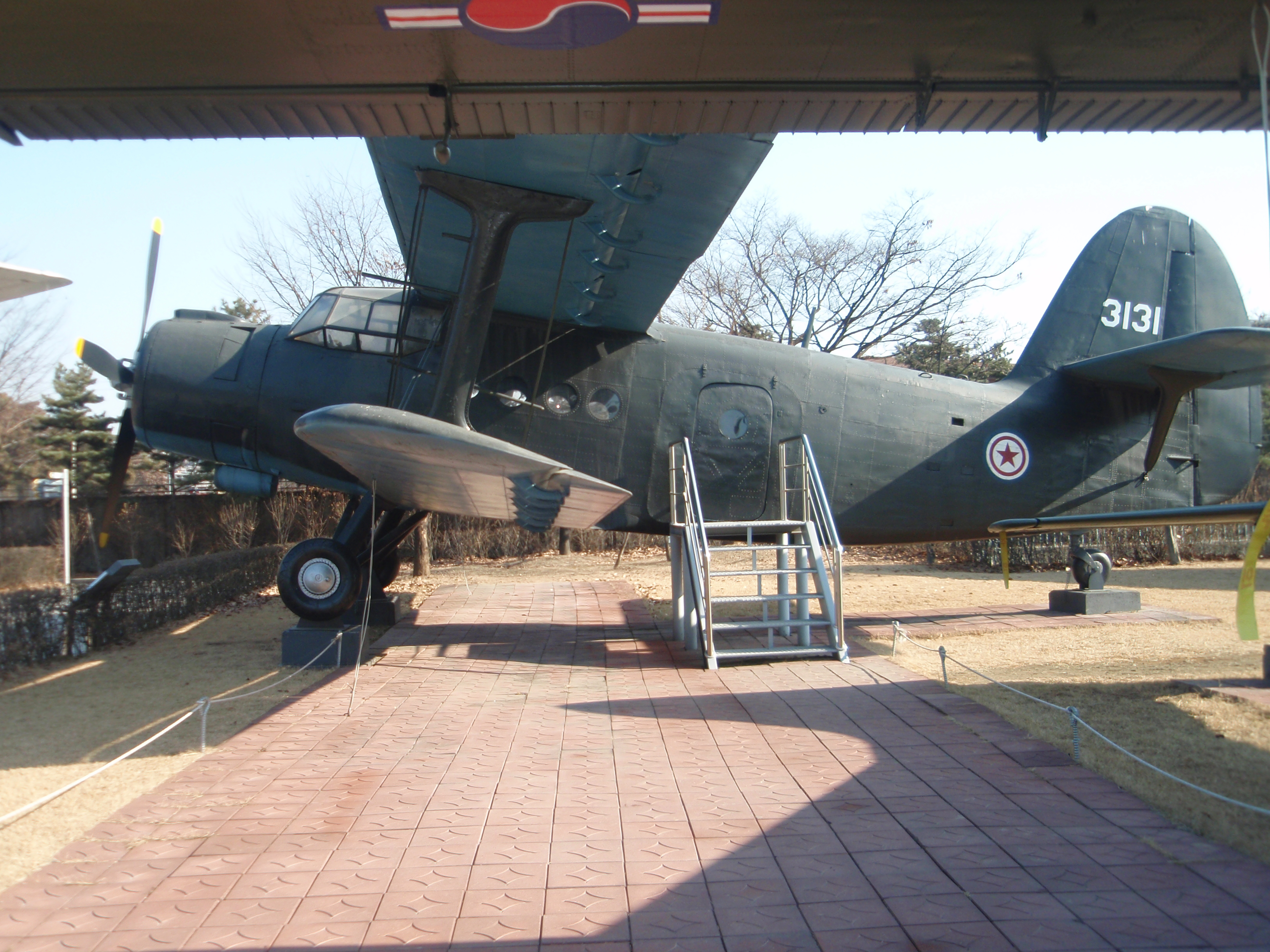
Транспортный Ан-2 ВВС КНДР

Началась глубокая реорганизация ВВС, сопровождавшаяся обширными поставками из СССР новой военной техники. Началось строительство десятков авиабаз, вдоль демаркационной линии с Южной Кореей создавалась единая система ПВО, зенитной артиллерией закрывались крупные города. В 1953 году начался полный переход ВВС КНДР на реактивную технику (в основном, в войска поступали МиГ-15, ввозившиеся из СССР и Китая).
Организационные изменения прошли в военной авиации. Из состава ВВС были выделены: командование ПВО, морская и армейская авиация. В подчинение штаба ПВО вошли система обнаружения воздушных целей, зенитная артиллерия и истребительная авиация. Морская авиация включала несколько истребительных эскадрилий, прикрывавших крупные порты, и небольшое количество Ил-28, предназначенных для разведки и атаки морских целей. Армейская авиация с 1953 г. вела и все гражданские авиаперевозки внутри КНДР, особенно в первые послевоенные годы. Армейская авиация получила Ан-2, Ил-12 и Як-12.
После окончания войны авиации как Северной, так и Южной Кореи участвовали в разведывательно-диверсионных операциях стран друг против друга. Авиация КНДР играла важную роль в снабжении и связи с многочисленными партизанскими отрядами, действовавшими в Южной Корее. Разведывательная деятельность и нарушение авиацией сторон демаркационной границы имели место в течение всего послевоенного периода.

### Послевоенное время

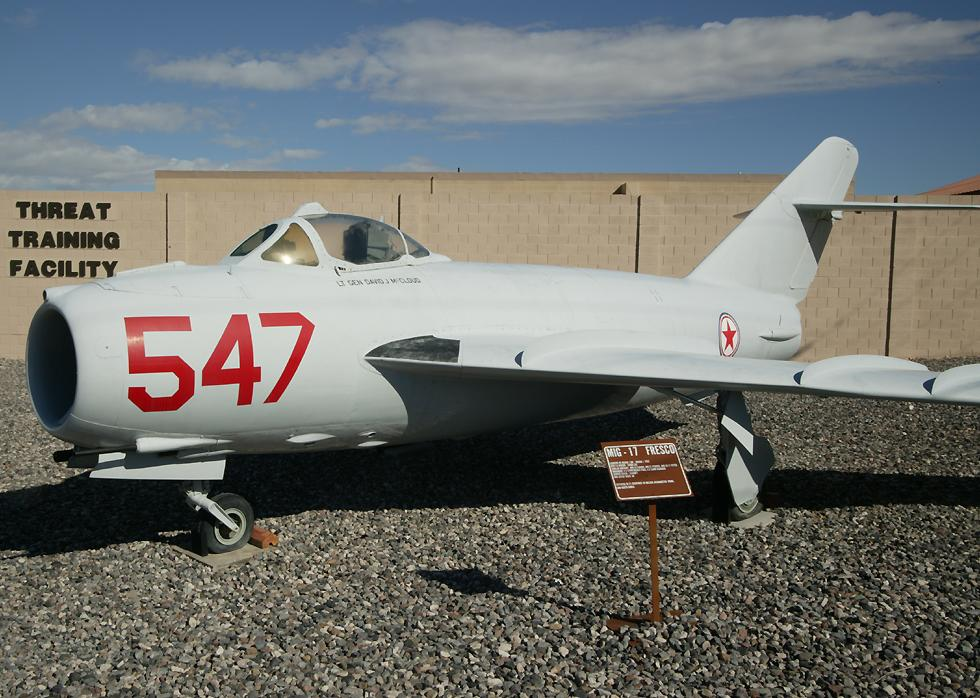
МиГ-17 ВВС КНДР

После 1956 г. на вооружение ВВС поступили несколько десятков истребителей МиГ-17Ф, вертолёты Ми-4 и Ми-4ПЛ. В 1958 году корейцы получили из СССР истребители-перехватчики МиГ-17ПФ, после подписания Договора о взаимопомощи и оборонном сотрудничестве между СССР и КНДР ВВС КНДР получили в 1961-62 годах сверхзвуковые истребители МиГ-19С и зенитно-ракетные системы С-25 «Беркут», после 1965 года — истребители МиГ-21Ф и зенитно-ракетные комплексы С-75 «Двина».
1960-е — 1970-е годы для ВВС КНДР стали временем многочисленных пограничных инцидентов с участием ВВС:
- 17 мая 1963 г. наземными средствами ПВО над территорией КНДР был сбит американский вертолёт OH-23 8-й армии США. Оба пилота были взяты в плен и были освобождены через год[8].
- 19 января 1967 г. сторожевое судно Tang Po (PCE-56) ВМС Южной Кореи было атаковано северокорейскими кораблями (по другим данным — береговыми батареями) севернее демаркационной зоны, и затем потоплено истребителями МиГ-21.
- 23 января 1968 г. северокорейскими моряками при поддержке со стороны двух МиГ-21 в территориальных водах КНДР было задержано и отбуксировано в порт Вонсан разведывательное судно ВМФ США «Пуэбло» (USS Pueblo).[9]
- 15 апреля 1969 г. два МиГ-17 ВВС КНДР сбили самолёт дальнего радиолокационного обнаружения ЕС-121 ВМС США. Самолёт с 31 военнослужащими на борту упал в Японское море[8].
- 14 июля 1977 г. самолёты МиГ-21 сбили американский вертолёт СН-47 Chinook в воздушном пространстве КНДР. Через два дня выжившего пилота и тела трёх других членов экипажа выдали США.[8]
- 17 декабря 1994 г. из ПЗРК «Wha-Sung» был сбит американский вертолёт OH-58D, углубившийся на 4 мили в воздушное пространство КНДР. Один пилот погиб, второй был взят в плен и освобождён через 13 дней.

В этот же период произошло несколько случаев угона северокорейскими лётчиками самолётов в Южную Корею. В 1960 и 1970 годах были угнаны МиГ-15, в 1983 году угнан МиГ-19.
К началу 1980-х годов произошла очередная модернизация ВВС. В дополнение к имевшимся ранее 150 МиГ-21, на боевую службу вступают 56 истребителей-перехватчиков МиГ-23МЛ, а из КНР — 150 штурмовиков Q-5 Nanchang. Пополнился список вертолётов: ещё 10 Ми-2 и 50 Ми-24. В мае-июне 1988 года в КНДР поступили первые шесть МиГ-29, к концу года завершилась передача всей партии из 30 самолётов и ещё 20 штурмовиков Су-25К. В конце 1980-х через третьи страны были приобретены 87 американских вертолётов Hughes MD-500 (гражданской модификации), из них как минимум 60 были переделаны в боевые.

### Развал социалистического лагеря

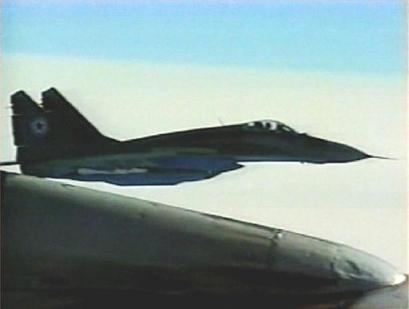
МиГ-29 ВВС КНДР

С развалом социалистического лагеря в конце 1980-х — начале 1990-х годов военная авиация КНДР стала испытывать значительные затруднения. Самолёты советского и китайского производства, находившиеся на вооружении ВВС КНДР, в своей массе физически и морально устарели, а их экипажи, обучающиеся по устаревшим методикам и в условиях острого дефицита топлива, действительно имеют мало опыта. Вместе с тем, северокорейские самолёты надёжно укрыты в подземных ангарах, а взлетно-посадочных полос для них имеется с избытком. В КНДР построены многокилометровые шоссе с бетонным покрытием и арочными железобетонными туннелями (например, автострада Пхеньян-Вонсан), которые в случае войны могут использоваться в качестве военных аэродромов. Исходя из этого, можно утверждать, что уничтожить северокорейскую авиацию первым ударом вряд ли удастся. Мощная система ПВО, которую американская разведка считает «самой плотной системой противоракетной и противосамолётной обороны в мире», насчитывает более 9 тысяч зенитных артсистем: от лёгких зенитно-пулемётных установок до самых мощных в мире 100-мм зенитных орудий, а также самоходные зенитные установки ЗСУ-57 и ЗСУ-23-4 «Шилка». Имеется несколько тысяч пусковых установок зенитных ракет — от стационарных комплексов С-75, С-125, С-200 и мобильных «Куб» и «Стрела-10» до переносных установок.
Для обучения летного состава к началу 1990-х годов имелось более 100 поршневых самолётов CJ-5 и CJ-6 (китайская модификация Як-18), 12 реактивных L-39 чехословацкого производства, а также несколько десятков учебно-боевых МиГ-21, МиГ-23, МиГ-29 и Су-25. На них, в первую очередь, летают летчики элитных 50-го гвардейского и 57-го истребительных авиаполков, вооружённых самолётами МиГ-23 и МиГ-29; они базируются вблизи Пхеньяна и осуществляют прикрытие столицы КНДР с воздуха. Немалый опыт накопили и инструкторы, обучавшие авиаспециалистов во многих странах «третьего мира».

### Наши дни
В конце 1990-х гг. начались разработки в области БПЛА: при Ким Чен Ире было приобретено неопределённое число советских беспилотников Ту-143, а при Ким Чен Ыне — некоторое число американских самолётов-мишеней MQM-107 Streaker, переоборудованных в ударные.
В 2000-е гг. руководство КНДР пыталось купить современные виды боевых самолётов: в 2001 и 2003 гг. — в России, в 2011 г. — в Китае (J-10, J-11), однако все эти просьбы были отклонены. Со схожей целью — закупкой современных видов вооружения — предположительно был в России в 2011 году незадолго до своей смерти Ким Чен Ир.. В 2013 году государственные СМИ КНДР показали кадры применения во время войсковых учений объекта, похожего на БПЛА, врезающегося в гору, при этом сообщалось о применении «высокоточных беспилотников».. Немногим ранее объект, напоминающий БПЛА, был показан на военном параде в Пхеньяне.
В то же время, аналитики, отрицательно оценивая поставки всех типов авиационной техники со стороны России и Xian JH-7 — со стороны Китая, не исключают поставок КНДР истребителей семейства J-11.
В 2012 г. ВВС КНА были объединены с войсками противовоздушной обороны и переименованы в Военно-воздушные и противовоздушные силы КНА.
В 2025 году стало известно, что военно-воздушные силы Северной Кореи обладают самолетом дальнего радиолокационного обнаружения А-50. В то же время военно-промышленный комплекс сосредоточен на разработке разведывательных и ударных беспилотных летательных аппаратов.

## Структура
По состоянию на 1996 год, ВВС КНДР состояли из шести авиадивизий (трёх боевых, двух военно-транспортных и одной учебно-тренировочной), находившихся в прямом подчинении Национального авиационного командования.

## Пункты базирования

Базы военно-воздушных сил Корейской Народно-Демократической Республики

Согласно спутниковым снимкам, Северная Корея обладает 24 действующими аэродромами и 3 вертолётными площадками для базирования своей авиации, а также большим количеством отдельных взлётно-посадочных полос. Общее количество военно-воздушных баз достигает 70.
| Место расположения           | Координаты                       | ВПП                                | Оснащение                                       |
| ---------------------------- | -------------------------------- | ---------------------------------- | ----------------------------------------------- |
| Ыйджу (кор. 의주군)          | 40°05′14″ с. ш. 124°24′27″ в. д. | 2500 м, бетон                      | 1 Ми-2                                          |
| Кусон (кор. 구성시)          | 39°55′38″ с. ш. 125°12′26″ в. д. | 2500 м, бетон                      | 24 МиГ-17                                       |
| Тхэчхон (кор. 태천군)        | 39°54′10″ с. ш. 125°29′21″ в. д. | 2000 м, бетон                      | ?                                               |
| Кэчхон (кор. 개천시)         | 39°45′10″ с. ш. 125°54′04″ в. д. | 2500 м, бетон                      | 31 МиГ-17, 5 Су-7                               |
| Пукчхон (кор. 북청군)        | 39°30′16″ с. ш. 125°57′52″ в. д. | 2500 м, бетон вертолётная площадка | 34 МиГ-21, 24 МиГ-23, 15 Ми-8, 4 Ми-26, 11 Ми-2 |
| Сунчхон (кор. 순천시)        | 39°24′41″ с. ш. 125°53′28″ в. д. | 2500 м, бетон                      | 18 Су-25, 12 МиГ-21, 6 Су-7, 1 МиГ-29           |
| Ончхон (кор. 온천군)         | 38°53′00″ с. ш. 125°14′00″ в. д. | 2600 м, бетон                      | 83 МиГ-19, 4 МиГ-23, 2 МиГ-21                   |
| Хваньжу                      | 38°39′00″ с. ш. 125°48′00″ в. д. | 2500 м, бетон                      | 37 МиГ-21, 6 МиГ-17, 2 Ми-2                     |
| Кваиль (кор. 과일군)         | 38°25′00″ с. ш. 125°01′00″ в. д. | 2500 м, бетон                      | 19 МиГ-21, 9 МиГ-29                             |
| Тьячхян (кор. 태탄읍)        | 38°08′00″ с. ш. 125°15′00″ в. д. | 2500 м, бетон                      | 13 МиГ-17, Ил-28                                |
| Аэропорт Сунан (кор. 안구역) | 39°12′00″ с. ш. 125°40′00″ в. д. | 3375 м, бетон 4200 м, бетон        | 5 Ми-8                                          |
| Мирим                        | 39°01′00″ с. ш. 125°51′00″ в. д. | 1250, бетон                        | закрыт                                          |
| Коксан (кор. 곡산군)         | 38°42′00″ с. ш. 126°36′00″ в. д. | 2500 м, бетон                      | 4 МиГ-17, 36 МиГ-19, 8 МиГ-21                   |
| Хьён-ни                      | 38°37′00″ с. ш. 127°27′00″ в. д. | 2600 м, бетон                      | ?                                               |
| Токсан                       | 40°00′00″ с. ш. 127°37′00″ в. д. | 2500 м, бетон                      | 6 МиГ-17, 42 МиГ-21                             |
| Сондок                       | 39°45′00″ с. ш. 127°29′00″ в. д. | 2400 м, бетон                      | 11 Ил-14, 44 Ан-2                               |
| Вонсан (кор. 원산시)         | 39°10′00″ с. ш. 127°29′00″ в. д. | 2500, бетон                        | 52 МиГ-19, 13 МиГ-21                            |
| Самджийон (кор. 삼지연군)    | 41°54′00″ с. ш. 128°25′00″ в. д. | 3375 м, бетон                      | 27 МиГ-15                                       |
| Хесан (кор. 혜산시)          | 41°23′00″ с. ш. 128°12′00″ в. д. | 1375 м, грунт                      | ?                                               |
| Хвансувон-ни                 | 40°41′00″ с. ш. 128°09′00″ в. д. | 3000 м, бетон                      | 44 МиГ-21                                       |
| Кильджу (кор. 길주군)        | 40°55′00″ с. ш. 129°19′00″ в. д. | 1500 м, грунт                      | Ми-2                                            |
| Оран (кор. 어랑군)           | 41°26′00″ с. ш. 129°39′00″ в. д. | 2500 м, бетон                      | 44 МиГ-19                                       |
| Чанджин (кор. 장진군)        | 40°22′00″ с. ш. 127°16′00″ в. д. | 3000 м, бетон                      | 21 Ил-28                                        |

Примечание: указаны воздушные суда, видимые на космических снимках. Воздушные суда, находившиеся в ангарах или в полёте во время съёмки не учитывались.

### Вертолётные площадки ВВС КНДР
| Место расположения                           | Координаты                        | ВПП                  | Оснащение |
| -------------------------------------------- | --------------------------------- | -------------------- | --------- |
| Самьян-кол, провинция Хамгёндо (кор. 함경도) | ?39°39′57″ с. ш. 127°12′33″ в. д. | Вертолётная площадка | ?         |
| Онджин (кор. 옹진군)                         | ?37°56′00″ с. ш. 125°08′00″ в. д. | Вертолётная площадка | ?         |
| Ковон (кор. 고원군)                          | ?38°32′00″ с. ш. 127°23′00″ в. д. | Вертолётная площадка | ?         |
| Пачхон                                       | ?39°41′00″ с. ш. 125°39′00″ в. д. | Вертолётная площадка | ?         |
| Hwagwan-dong                                 | ?39°16′00″ с. ш. 125°36′00″ в. д. | Вертолётная площадка | ?         |
| Kaesong                                      | ?37°58′13″ с. ш. 126°30′59″ в. д. | Вертолётная площадка | ?         |
| Kan-ch’on                                    | ?40°56′00″ с. ш. 129°22′00″ в. д. | Вертолётная площадка | ?         |
| Kan-ch’on South                              | ?40°54′00″ с. ш. 129°22′00″ в. д. | Вертолётная площадка | ?         |
| Kan-ch’on West                               | ?40°56′00″ с. ш. 129°21′00″ в. д. | Вертолётная площадка | ?         |
| Kosong-dong                                  | ?39°54′00″ с. ш. 125°52′00″ в. д. | Вертолётная площадка | ?         |
| Kosong-dong                                  | ?39°38′00″ с. ш. 125°12′00″ в. д. | Вертолётная площадка | ?         |
| Munhoe-dong                                  | ?40°57′00″ с. ш. 129°14′00″ в. д. | Вертолётная площадка | ?         |
| P’yongyang South                             | ?38°57′00″ с. ш. 125°43′00″ в. д. | Вертолётная площадка | ?         |
| P’yongyang VIP                               | ?39°02′00″ с. ш. 125°49′00″ в. д. | Вертолётная площадка | ?         |
| Pakch’on North                               | ?39°43′00″ с. ш. 125°39′00″ в. д. | Вертолётная площадка | ?         |
| Pakch’on South                               | ?39°42′00″ с. ш. 125°39′00″ в. д. | Вертолётная площадка | ?         |
| Saekolch’on                                  | ?40°58′00″ с. ш. 129°13′00″ в. д. | Вертолётная площадка | ?         |
| Sep’o South (?)                              | ?38°35′00″ с. ш. 127°23′00″ в. д. | Вертолётная площадка | ?         |
| Supreme Naval Headquarters                   | ?39°07′00″ с. ш. 125°44′00″ в. д. | Вертолётная площадка | ?         |
| T’aech’on                                    | ?39°57′00″ с. ш. 125°26′00″ в. д. | Вертолётная площадка | ?         |
| Yujong-dong                                  | ?40°59′00″ с. ш. 129°16′00″ в. д. | Вертолётная площадка | ?         |

## Техника и вооружение
ВВС КНДР являются одними из наиболее многочисленных в мире и имеют на вооружении порядка 1600 летательных аппаратов.
Официальная статистика о ВВС КНДР недоступна, поэтому оценки численности самолётов на вооружении являются приблизительными.
| Harbin H-5 Ил-28       | СССР · Китай         |  | Фронтовой бомбардировщик   | H-5              | 80          | Harbin H-5 — Китайская копия советского бомбардировщика Ил-28.                                                                        |  |  |
| МиГ-29                 | СССР                 |  | Истребитель Учебно-боевой  | МиГ-29Б МиГ-29УБ | 35          | |  |  |
| МиГ-23                 | СССР                 |  | Истребитель                | МиГ-23МЛ         | 56          | |  |  |
| Chengdu J-7 МиГ-21     | СССР · Китай         |  | Истребитель                | МиГ-21бис F-7A   | 30 120      | Chengdu J-7 — Китайская копия советского истребителя МиГ-21. Модификации для экспорта обозначаются F-7.                               |  |  |
| Shenyang F-5 МиГ-17    | СССР · Китай         |  | Истребитель Учебно-боевой  | F-5 FT-5         | 107 135     | Shenyang F-5 — Китайская копия советского истребителя МиГ-17.                                                                         |  |  |
| Shenyang F-6 МиГ-19    | СССР · Китай         |  | Истребитель                | F-6              | 100         | Shenyang F-6 — Китайская копия советского истребителя МиГ-19.                                                                         |  |  |
| Су-25                  | СССР                 |  | Штурмовик Учебно-боевой    | Су-25К Су-25УБК  | 32 4        | |  |  |
| Nanchang Q-5           | Китай                |  | Штурмовик                  | Q-5              | 40-150      | |  |  |
| Су-7                   | СССР                 |  | Истребитель-бомбардировщик | Су-7БМК          | 18          | |  |  |
| Су-20                  | СССР                 |  | Истребитель-бомбардировщик |                  | 17          | |  |  |
| Тренировочные самолёты |                      |  |                            |                  |             | |  |  |
| МиГ-15                 | СССР                 |  | Тренировочный              | МиГ-15УТИ        | 35          | |  |  |
| Nanchang CJ-6          | СССР · Китай         |  | Тренировочный              | CJ-6             | 180         | Nanchang CJ-6 — Китайская копия советского тренировочного самолёта Як-18.                                                             |  |  |
| Вертолёты              |                      |  |                            |                  |             | |  |  |
| Ми-26                  | СССР                 |  | Тяжелый Транспортный       | Ми-26            | 4           | |  |  |
| Ми-8                   | СССР                 |  | Транспортный               | Ми-8Т            | 15          | |  |  |
| Ми-4 Harbin Z-5        | СССР · Китай         |  | Транспортный               | Z-5              | 48          | |  |  |
| Ми-24                  | СССР                 |  | Ударный                    | Ми-24Д           | 20          | |  |  |
| Ми-2                   | СССР · Польша · КНДР |  | Многоцелевой               | PZL Mi-2         | 139         | |  |  |
| MD 500                 | США                  |  | Многоцелевой               | MD 500           | 84          | Куплены через третьи страны в демилитаризованном виде и модернизированы в 90х годах.                                                  |  |  |
| БПЛА                   |                      |  |                            |                  |             | |  |  |
| Ту-143                 | СССР                 |  | Разведывательный БПЛА      | Ту-143           | не менее 1  | При Ким Чен Ире был куплен как минимум 1 комплекс, вероятно в Сирии Неясно количество, а также — было ли налажено производство копий. |  |  |
| MQM-107 Streaker       | США                  |  | БПЛА-мишень/ударный        | MQM-107          | неизвестно  | Некоторое число было куплено на Ближнем Востоке в 2012 году, КНДР ведёт работы по превращению в ударные БПЛА                          |  |  |
| Пчела-1Т               | Россия               |  | Разведывательный БПЛА      | «Пчела»          | не менее 10 | Согласно военному аналитику Йозефу Бермудезу, куплены в 1997-98 годах                                                                 |  |  |

### Системы ПВО
| Тип         | Производство | Фото | Назначение | Количество                             | Примечания |
| ЗРК         | ЗРК          | ЗРК  | ЗРК        | ЗРК                                    | ЗРК |
| ----------- | ------------ | ---- | ---------- | -------------------------------------- | --- |
| С-75        | СССР         |      | ЗРК        | Около 40 дивизионов и 1200 ракет к ним | |
| С-125       | СССР         |      | ЗРК        | 32 батареи                             | |
| С-200       | СССР         |      | ЗРК        | 40 ЗРК                                 | |
| KN-06/С-300 | КНДР         |      | ЗРК        | не менее 8 ЗРК                         | ЗРК KN-06 является, по одним предположениям, копией C-300, по другим — «зенитной» модификацией KN-02 (копия ОТРК «Точка»). Система была продемонстрирована на параде 2012 года в Пхеньяне и испытана в феврале 2013 года; |
| Игла        | СССР         |      | ПЗРК       | значительное количество                | |
| Стрела-10   | СССР         |      | ЗРК        | значительное количество                | |
| Круг        | СССР         |      | ЗРК        | неизвестное количество                 | |
| Бук         | СССР/Россия  |      | ЗРК        | неизвестное количество                 | |

Все авиационные перевозки в Северной Корее осуществляются на приписанных к военному ведомству самолётах, пилотируемых военными лётчиками. КНДР располагает более чем 300 транспортными самолётами.

## Опознавательные знаки

Опознавательный знак ВВС КНДР
Флажок на киль

## Лётно-технические кадры
Персонал ВВС и ПВО КНДР составляет около 110 000 (2008, 2012). Критерии отбора персонала для ВВС КНДР выше, чем у наземных войск или флота. Для того чтобы пилотировать истребитель, понадобится высокий уровень образования, технического мастерства, политической надёжности и идеологических взглядов. Предполагается, что все пилоты должны быть членами Трудовой партии Кореи. Будущие пилоты проходят обучение в Академии воздушных сил имени Ким Ча Ека, расположенной в Чхонджине, и в школе пилотов в Кёнсоне. Рекомендуется пройти и другие курсы в специальных школах.
ВВС КНДР предположительно в 90-х испытывали  серьёзные трудности с организацией регулярных тренировочных полётов строевых лётчиков. В частности, в 1996 году капитан Ли Чол Су перелетел в Южную Корею на истребителе F-6; по его словам, он прослужил в северокорейских ВВС более 10 лет и за это время налетал около 350 часов (для сравнения: в ВВС Германии ежегодный налёт одного экипажа боевой авиации составлял около 150 часов на начало 2000-х годов). Ли Чол Су также отметил, что собирался бежать ещё в начале года, но его часть получила керосин для тренировочных полётов лишь во второй половине мая.